# J・ウォーレン・ケリガン
J・ウォーレン・ケリガン（J. Warren Kerrigan, 1879年7月25日 - 1947年6月9日）は、アメリカ合衆国の俳優、映画監督である。本名ジョージ・ウォーレン・ケリガン（George Warren Kerrigan）。ジャック・ウォーレン・ケリガンと表記することもある。

## 人物・来歴
1879年（明治12年）7月25日、アメリカ合衆国のケンタッキー州ルイビルに生まれる。11年年長の姉は女優のキャスリーン・ケリガンである。
1910年（明治43年）、イリノイ州シカゴのエッサネイ・フィルム・マニュファクチャリング・カンパニー（エッサネイ・スタジオ）に入社、同年2月2日に公開された短篇映画 A Voice from the Fireplace に出演したのが、最古の出演記録である。同年、アメリカン・フィルム・マニュファクチャリング・カンパニーに移籍している。
1913年（大正2年）には、ユニヴァーサル・フィルム・マニュファクチュアリング・カンパニー（現在のユニバーサル・ピクチャーズ）に移籍、傘下のヴィクター映画が量産する短篇映画に多く主演する。1914年（大正3年）からヴェラ・シソンとの共演による主演作「テレンス・オルーク」ものが開始する。1915年（大正4年）、自らが主演する短篇映画 The Widow's Secret を監督し、映画監督としてもデビューしたが、翌1916年（大正5年）に同様の主演短篇『愛の曲』を監督し、同2作をもって監督業からは撤退した。同年にユニヴァーサル傘下に設立されたブルーバード映画が製作した映画、『運命』、『惡魔の子』、『夏の思ひ出で』、『社会の賊』、『人の力』に主演、いずれも日本でも公開された。
1917年（大正6年）にはアメリカン・フィルム・マニュファクチャリング・カンパニーに戻り、1920年（大正9年）には、映画界を一旦退いた。1923年（大正12年）、『幌馬車』に主演し、再び主演俳優としてカムバックを果たすが、1924年（大正13年）には映画界を退いた。最後まで主演を守り、サイレント映画にしか出演しなかった。
1947年（昭和22年）6月9日、カリフォルニア州オレンジ郡ニューポートビーチバルボア・ビーチで肺炎のため死去した。満67歳没。同州グレンデールにあるフォレスト・ローン・メモリアル・パークに眠る。

## おもなフィルモグラフィ
特筆以外すべて出演作である。1910年 - 1913年の期間に250作に出演しているが、おもな作品以外を割愛した。

### 1910年 - 1914年
- A Voice from the Fireplace : 監督不明、1910年 - 出演（初出演）
- Calamity Anne's Inheritance : 監督アラン・ドワン、主演ルイズ・レスター、1913年 - 出演・役 The Agent
- Calamity Anne's Vanity : 監督アラン・ドワン、主演ルイズ・レスター、1913年 - 出演・役
- Calamity Anne's Beauty : 監督アラン・ドワン、主演ルイズ・レスター、1913年 - 出演・役
- Woman's Honor : 監督アラン・ドワン、主演シャーロット・バートン、1913年 - 出演・役
- Her Big Story : 監督アラン・ドワン、共演シャーロット・バートン、1913年 - 主演・役
- Quicksands : 監督アラン・ドワン、共演ヴィヴィアン・リッチ、1913年 - 主演・役
- Truth in the Wilderness : 監督ロリマー・ジョンストン、共演シャーロット・バートン、1913年 - 主演・役
- For the Flag : 監督ロリマー・ジョンストン、主演シャーロット・バートン、1913年 - 出演・役
- For the Crown : 監督ロリマー・ジョンストン、主演ヘレン・アームストロング、1913年 - 出演・役
- Calamity Anne : 監督アラン・ドワン、主演ルイズ・レスター、1913年 - 出演・役
- The Restless Spirit : 監督アラン・ドワン、主演ポーリン・ブッシュ、1913年 - 出演・役
- The Girl and the Greaser : 監督アラン・ドワン、主演シャーロット・バートン、1913年 - 出演・役
- The Tale of the Ticker : 監督アラン・ドワン、共演ヴィヴィアン・リッチ、1913年 - 主演・役
- Back to Life : 監督アラン・ドワン、主演ポーリン・ブッシュ、1913年 - 出演・役 Destiny's Victim
- Rory o' the Bogs : 監督J・ファーレル・マクドナルド、1913年 - 主演・役 Rory o' the Bogs
- Samson : 監督J・ファーレル・マクドナルド、1914年 - 主演・役
- His Heart His Hand and His Sword : 監督ギルバート・P・ハミルトン / ロリマー・ジョンストン、原作ルイス・ジョセフ・ヴァンス、脚本ジャック・ジャッカード、共演ヴェラ・シソン、1914年 - 主演・役 Terrance O'Rourke
- The Empire of Illusion : 監督不明、原作ルイス・ジョセフ・ヴァンス、共演ヴェラ・シソン、1914年 - 主演・役 Terrance O'Rourke
- The Inn of the Winged Gods : 監督ジャック・ジャッカード、原作ルイス・ジョセフ・ヴァンス、共演ヴェラ・シソン、1914年 - 主演・役 Terrance O'Rourke
- The King and the Man : 監督ジャック・ジャッカード、共演エドナ・メイスン、1914年 - 主演・役 Terrance O'Rourke

### 1915年 - 1920年

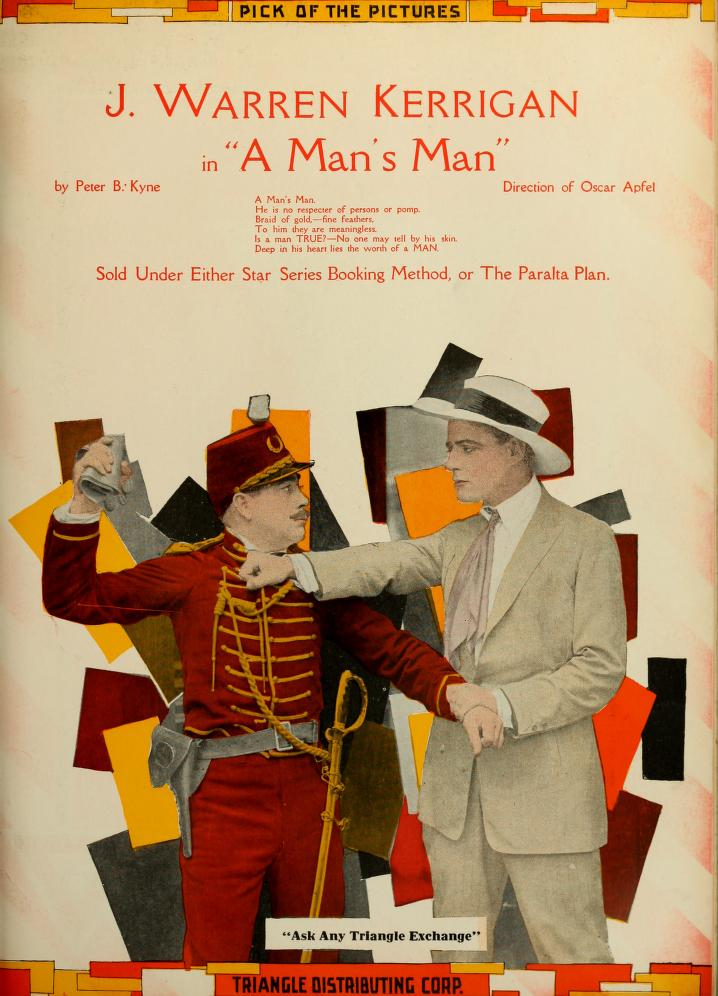
A Man's Man (1917)

- A Captain of Villainy : 監督不明、1915年 - 主演・役 Terence O'Rourke
- A Bogus Bandit : 監督ジャック・ジャッカード、共演ヴェラ・シソン、1915年 - 主演
- Smouldering Fires : 監督不明、共演カーメン・フィリップス、1915年
- The Storm : 監督ジャック・ジャッカード、共演ヴェラ・シソン、1915年 - 主演
- The Guardian of the Flock : 監督ジャック・ジャッカード、共演ヴェラ・シソン、1915年 - 主演・役 Tony Tafoya - Goat Herder
- The Stool Pigeon : 監督・出演ロン・チェイニー、共演ヴェラ・シソン、1915年 - 主演・役 Walter Jason
- For Cash : 監督ロン・チェイニー、共演ヴェラ・シソン、1915年 - 主演・役 Arthen Owen
- The Oyster Dredger : 監督・出演ロン・チェイニー、共演ヴェラ・シソン、1915年 - 主演・役 Jack - the Oyster Dredger
- Payment Received : 監督ジャック・ジャッカード、共演ポーリン・ブッシュ、1915年 - 主演
- The Shriek in the Night : 監督ジャック・ジャッカード、共演ヘレン・レスリー、1915年 - 主演
- A Kentucky Idyll : 監督ジャック・ジャッカード、共演エセル・フィリップス、1915年 - 主演
- A Life at Stake : 監督ジャック・ジャッカード、共演ヘイゼル・バッカム、1915年 - 主演
- The Palace of Dust : 監督ジャック・ジャッカード、原作ルイス・ジョセフ・ヴァンス、共演カーメン・フィリップス、1915年 - 主演・役 Terence O'Rourke
- The New Adventures of Terence O'Rourke : 監督オーティス・ターナー、共演ロイス・ウィルソン（英語版）、1915年 - 主演・役 Terence O'Rourke
- When a Queen Loved O'Rourke : 監督オーティス・ターナー、共演ロイス・ウィルソン、1915年 - 主演・役 Terence O'Rourke
- The Road to Paradise : 監督オーティス・ターナー、共演ロイス・ウィルソン、1915年 - 主演・役 Terence O'Rourke
- The Widow's Secret : 共演ノーバート・A・マイルズ、1915年 - 監督・主演
- Langdon's Legacy : 監督オーティス・ターナー、共演ロイス・ウィルソン、1916年 - 主演・役 Jack Langdon
- Son o' the Stars : 監督ジャック・ジャッカード、共演エセル・フィリップス、1916年 - 主演
- The Pool of Flame : 監督オーティス・ターナー、共演ロイス・ウィルソン、1916年 - 主演・役 Terence O'Rourke
- 『運命』 The Gay Lord Waring : 監督オーティス・ターナー、共演ロイス・ウィルソン、1916年 - 主演・役 Lord Arthur Waring
- 『惡魔の子』 A Son of the Immortals : 監督オーティス・ターナー、共演ロイス・ウィルソン、1916年 - 主演・役 Prince Alexis Delgrade
- 『愛の曲』 The Melody of Love : 共演ノーバート・A・マイルズ、1916年 - 監督・主演
- 『夏の思ひ出で』 The Silent Battle : 監督ジャック・コンウェイ、共演ロイス・ウィルソン、1916年 - 主演・役 Tom Gallatin
- The Beckoning Trail : 監督ジャック・コンウェイ、共演モード・ジョージ、1916年 - 主演・役 Carter Raymond
- The Code of the Mounted : 監督ジャック・ジャッカード、共演エセル・フィリップス、1916年 - 主演
- 『社会の賊』 The Social Buccaneer : 監督ジャック・コンウェイ、共演ルイズ・ラヴリー、1916年 - 主演・役 Chattfield Bruce
- 『発狂するまで』 The Torment : 監督ジャック・コンウェイ、1916年
- The Doctor's Decision : 監督ジャック・コンウェイ、1916年
- 『人の力』 The Measure of a Man : 監督ジャック・コンウェイ、1916年 - 出演・役 John Fairmeadow
- Rehabilitated : 監督不明、共演ルイズ・レスター、1917年 - 主演
- Double Revenge : 監督アラン・ドワン、共演ポーリン・ブッシュ、1917年 - 主演
- Nature's Calling : 監督アラン・ドワン、共演ポーリン・ブッシュ、1917年 - 主演
- The Old Sheriff : 監督アラン・ドワン、共演ポーリン・ブッシュ、1917年 - 主演
- Calamity Anne's New Job : 監督アラン・ドワン、主演ルイズ・レスター、1917年
- Mouth-Organ Jack : 監督アラン・ドワン、共演ポーリン・ブッシュ、1917年
- Calamity Anne's Protégé : 監督アラン・ドワン、主演ルイズ・レスター、1917年
- An Artist's Intrigue : 監督アラン・ドワン、1917年
- Hands in the Dark : 監督ヘンリー・マックレイ、共演エディス・ジョンソン、1917年 - 主演
- The Right Man : 監督ヘンリー・マックレイ、共演エディス・ジョン、1917年 - 主演
- 『男一疋』 A Man's Man : 監督オスカー・アッフェル、共演ロイス・ウィルソン、1918年 - 主演・役 John Stuart Webster
- The Turn of a Card : 監督オスカー・アッフェル、共演ロイス・ウィルソン、1918年 - 主演・役 Jimmie Montgomery Farrell
- 『一弗男』（別題『一弗の入札』） One Dollar Bid : 監督アーネスト・C・ワード、共演ロイス・ウィルソン、1918年 - 主演・役 Toby
- A Burglar for a Night : 監督アーネスト・C・ワード、共演ロイス・ウィルソン、1918年 - 主演・役 Kirk Marden
- 『力の勝利』（別題『松の捕虜』） Prisoners of the Pines : 監督アーネスト・C・ワード、共演ロイス・ウィルソン、1918年 - 主演・役 Hillaire Latour
- Parted from His Bride : 監督ヘンリー・マックレイ、1918年
- 『青年改造』 Three X Gordon : 監督アーネスト・C・ワード、共演ロイス・ウィルソン、1918年 - 主演・役 Harold Chester Winthrop Gordon
- 『凍れる怒』 The Drifters : 監督ジェス・D・ハンプトン、1919年 - 主演・役 Burke Marston
- 『乱暴スミス』（別題『スミスまた来い』） Come Again Smith : 監督E・メイソン・ホッパー、1919年 - 出演・役 Joe Smith
- 『死地に面して』（別題『勝負の果』） The End of the Game : 監督ジェス・D・ハンプトン、共演ロイス・ウィルソン、1919年 - 主演・役 Burke Allister
- 『掘り出し物』（別題『最善の男』） The Best Man : 監督トーマス・ヘフロン、共演ロイス・ウィルソン、1919年 - 主演・役 Cyril Gordon
- A White Man's Chance : 監督アーネスト・C・ワード、共演リリアン・ウォーカー、1919年 - 主演・役 Donald Joseph Blenhorn
- The Lord Loves the Irish : 監督アーネスト・C・ワード、共演アギー・ヘリング、1919年 - 主演・役 Miles Machree
- 『快活な嘘』 The Joyous Liar : 監督アーネスト・C・ワード、共演リリアン・ウォーカー、1919年 - 主演・役 Burke Harlan
- Live Sparks : 監督アーネスト・C・ワード、共演メアリー・タルボット、1920年 - 主演・役 Neil Sparks
- The Dream Cheater : 監督アーネスト・C・ワード、共演アリス・ウィルソン、1920年 - 主演・役 Brandon McShane
- Number 99 : 監督アーネスト・C・ワード、共演フリッツィー・ブルネット、1920年 - 主演・役 Arthur Penryn
- 『緑の焔』 The Green Flame : 監督アーネスト・C・ワード、共演フリッツィー・ブルネット、1920年 - 主演・役 Frank Markham
- 『三万弗』 $30,000 : 監督アーネスト・C・ワード、共演フリッツィー・ブルネット、1920年 - 主演
- 『秘語の家』 The House of Whispers : 監督アーネスト・C・ワード、共演フリッツィー・ブルネット、1920年 - 主演・役 Spaulding Nelson
- 『機会の海岸』 The Coast of Opportunity : 監督アーネスト・C・ワード、共演フリッツィー・ブルネット、1920年 - 主演・役 Dick Bristow

### 1923年 - 1924年
- 『幌馬車』 The Covered Wagon : 監督ジェームズ・クルーズ、共演ロイス・ウィルソン、1923年 - 主演・役 Will Banion
- 『金色の野に立つ女』 The Girl of the Golden West : 監督エドウィン・カリュー、主演シルヴィア・ブリーマー、1923年 - 主演・役 Ramerrez
- A Man's Man : 監督オスカー・アッフェル、共演ロイス・ウィルソン、1923年 - 主演・役 John Stuart Webster
- 『天地砕けよ』 Thundering Dawn : 監督ハリー・ガースン、主演ウィンター・ホール、1923年 - 主演・役 Jack Standish
- 『大丈夫ケリガン』 The Man from Brodney's : 監督デイヴィッド・スミス、共演アリス・カルホーン、1923年 - 主演・役 Hollingsworth Chase
- 『キャプテン・ブラッド』 Captain Blood : 監督デイヴィッド・スミス、共演ジーン・ペイジ、1924年 - 主演・役 Capt. Peter Blood

## 関連事項
- エッサネイ・スタジオ （en:Essanay Studios）
- アメリカン・フィルム・マニュファクチャリング・カンパニー （en:American Film Manufacturing Company）
- ニューポートビーチ (カリフォルニア州) （en:Newport Beach, California）
- バルボア島 (カリフォルニア州) （en:Balboa Island, Newport Beach, California）
- フォレスト・ローン・メモリアル・パーク (グレンデール) （en:Forest Lawn Memorial Park, Glendale）

## 註
1. 1 2 3 4 5 6 7 8 9 10 11 12 13 14  J. Warren Kerrigan, Internet Movie Database （英語）, 2010年5月24日閲覧。
2. ↑  ジャック・ウォーレン・ケリガン、キネマ旬報映画データベース、2010年5月24日閲覧。
3. ↑  『ブルーバード映画の記録』 : 製作・著・発行山中十志雄・塚田嘉信、1984年4月、p.60-63.
4. ↑  J. Warren Kerrigan, Find A Grave （英語）, 2010年5月24日閲覧。